# Wołuszewo (gromada)
Wołuszewo (do 30 XII 1961 Nowy Ciechocinek) – dawna gromada, czyli najmniejsza jednostka podziału terytorialnego Polskiej Rzeczypospolitej Ludowej w latach 1954–1972.
Gromady, z gromadzkimi radami narodowymi (GRN) jako organami władzy najniższego stopnia na wsi, funkcjonowały od reformy reorganizującej administrację wiejską przeprowadzonej jesienią 1954 do momentu ich zniesienia z dniem 1 stycznia 1973, tym samym wypierając organizację gminną w latach 1954–1972.
Gromadę Wołuszewo z siedzibą GRN w Wołuszewie utworzono 31 grudnia 1961 w powiecie aleksandrowskim w woj. bydgoskim w związku z przeniesieniem siedziby GRN gromady Nowy Ciechocinek z Nowego Ciechocinka do Wołuszewa i zmianą nazwy jednostki na gromada Wołuszewo; równocześnie do nowo utworzonej gromady Wołuszewo włączono wsie Białe Błota, Karczemka, Otłoczyn i Otłoczynek ze znoszonej gromady Otłoczyn w powiecie toruńskim w tymże województwie.
Gromadę zniesiono 1 stycznia 1969, a jej obszar włączono do gromady Raciążek w tymże powiecie.